# Толстой Єгор Петрович
Граф Єгор Петрович Толстой (1802—1874) — російський генерал-лейтенант, сенатор, губернатор з роду Толстих .

## Біографія
Син російського посла з Парижа, графа Петра Олександровича Толстого (1761—1844) з його шлюбу з княжною Марією Олексіївною Голіциною (1771—1826). Освіту здобув вдома, у 1819 році був відправлений на службу в Углицький полк .
У 1821 р. переведений у лейб-гвардії Єгерський полк і, ад'ютантом при генералі А. І. Нейдгарт, перебував у Лайбаху під час конгресу, де був призначений начальником штабу російського загону, виставленого проти П'ємонту.
У 1826 р. брав участь у перській війні, перебуваючи ад'ютантом за генерал-майора князя Меншикова. 21 квітня 1827 р. призначений флігель-ад'ютантом до імператора Миколи I. У турецьку кампанію 1828 р. при облозі фортеці Анапи був нагороджений орденом Св. Георгія 4-го ступеня та чином полковника; у липні того ж року за успішне відновлення сполучення між головною армією та корпусом генерала Рота був нагороджений золотою шпагою; при облозі Варни був поранений в голову.
У 1831 році брав участь у військових діях проти польських бунтівників і за відзнаку при взятті нападом Варшави нагороджений орденом Св. Володимира 3-го ступеня. У 1835 р. відрахований до Міністерства внутрішніх справ особливих доручень при міністрі й у 1840 р. вийшов у відставку.
Потім — з 3 квітня 1851 р. призначений Калузьким губернатором, а 27 квітня 1854 р. переведений в Таганрог, військовим губернатором і керуючим цивільною частиною градоначальства. Цю посаду він обіймав до вересня 1856 р., причому взяв активну участь у відображенні ворога під час бомбардування міста 22.09.1855 р . . Протягом двох років, з 31 серпня 1859 служив губернатором в Пензі, а 4 серпня 1861 призначений сенатором. У 1868 р. граф Толстой обійняв посаду першоприсутнього у поєднаній присутності 1 та 2 відділень 5-го департаменту та департаменту герольдії. У 1870 р. з нагоди 50-річчя служби нагороджений орденом св. Олександра Невського.
Помер у 1874 році від хвороби кишечника на півдні Франції, похований у Донському монастирі у Москві .

## Особисте життя
Був одружений з княжною Варварою Петрівною Трубецькою (01.01.1822 —1900), дочкою князя Петра Петровича Трубецького (1793—1840) та Єлизаветою Миколаївною Бахметьєвою (пом. 1825), племінницею декабриста С. П. Трубецького.
- Марія Єгорівна (1843—1895), фрейліна, з 1864 року одружена з графом Анатолієм Володимировичем Орловим-Давидовим (1837—1905), який назвав її ім'ям маєток Марієнберг неподалік Ревеля.

## Нагороди
- Орден Святої Анни 4 ст. (1825)
- Орден Святого Георгія 4 ст. (1830)
- Золота шпага «За хоробрість» (1830)
- Знак ордену За військову гідність 3 ст. (1831)
- Орден Святого Володимира 3 ст. (1831)
- Відзнака за XV років бездоганної служби (1842)
- Орден Святого Станіслава 1 ст. (1853)
- Орден Святої Анни 1 ст. (1856)
- Відзнака за XXV років бездоганної служби (1858)
- Орден Святого Володимира 2 ст. (1864)
- Орден Білого Орла (1868)
- Орден Святого Олександра Невського (1870)